# Lygidea
Lygidea is een geslacht van wantsen uit de familie van de Miridae (Blindwantsen). Het geslacht werd voor het eerst wetenschappelijk beschreven door Odo Reuter in 1879.

## Soorten
Het genus bevat de volgende soorten:

- Lygidea annexa (Uhler, 1872)
- Lygidea annexus Uhler, 1872
- Lygidea essigi Van Duzee, 1925
- Lygidea illota (Stål, 1858)
- Lygidea mendax Reuter, 1909
- Lygidea morio Reuter, 1909
- Lygidea obscura Reuter, 1909
- Lygidea rosacea Reuter, 1909
- Lygidea rubecula (Uhler, 1895)
- Lygidea salicis Knight, 1939
- Lygidea viburni Knight, 1923